# Slack (software)
Slack es un programa de mensajería instantánea diseñado por Slack Technologies y propiedad de Salesforce. Aunque Slack se desarrolló para comunicaciones profesionales y organizacionales, también se ha adoptado como una plataforma comunitaria. Los usuarios pueden comunicarse con llamadas de voz, videollamadas, mensajes de texto, medios y archivos en chats privados o como parte de comunidades denominadas "espacios de trabajo". Slack también utiliza funciones de estilo IRC, como salas de chat persistentes (canales) organizadas por tema, grupos privados y mensajería directa. Además de estas funciones de comunicación en línea, Slack puede integrarse con otro software. Slack se ejecuta en Windows, Linux, MacOS, Android e iOS.

## Historia
Slack comenzó como una herramienta interna para la empresa de Stewart Butterfield, Tiny Speck, durante el desarrollo de Glitch, un juego en línea. Slack se lanzó al público en agosto de 2013.
Según Butterfield, "Slack" es un acrónimo de "Searchable Log of All Conversation and Knowledge", que eligió en 2012 para reemplazar el nombre en clave anterior, "linefeed".
Anteriormente, Slack era compatible con los protocolos de mensajería XMPP y Internet Relay Chat (IRC) no patentados, pero la empresa cerró las puertas de enlace correspondientes en mayo de 2018.
El 26 de julio de 2018, Atlassian anunció el cierre de sus competidores HipChat y Stride, a partir del 11 de febrero de 2019, y la venta de su propiedad intelectual a Slack. Las empresas también anunciaron su compromiso de trabajar en la integración de Slack con los servicios de Atlassian.
En junio de 2019, Slack se hizo pública a través de una oferta pública directa para alcanzar un valor de mercado de 19 500 millones de USD.
En julio de 2020, Slack adquirió Rimeto; una empresa emergente enfocada en la creación de directorios. Esta adquisición fue para proporcionar ofertas de búsqueda adicionales para los empleados dentro de un espacio de trabajo de Slack.
El 1 de enero de 2021, Slack y Salesforce anunciaron un acuerdo para que Salesforce adquiriera la empresa por un valor aproximado de 27 700 millones de dólares. La adquisición se cerró el 21 de julio de 2021.
El 5 de diciembre de 2022, Salesforce anunció que Stewart Butterfield dejaría Slack y que lo sucedería Lidiane Jones, vicepresidenta ejecutiva de Salesforce.

### Incidentes
En marzo de 2015, Slack anunció que había sido pirateado durante más de cuatro días en febrero de 2015 y que algunos datos asociados con las cuentas de los usuarios se habían visto comprometidos, incluidas direcciones de correo electrónico, nombres de usuario, contraseñas codificadas, números de teléfono e ID de Skype. En respuesta a los ataques, Slack agregó autenticación de dos factores a su servicio.
El 4 de enero de 2021, Slack sufrió una interrupción importante que duró varias horas. Desde las 10 a. m. ET hasta las 3 p. Después de las 3 p. m., la mayoría de las funciones principales comenzaron a funcionar, excepto las notificaciones automáticas, el correo electrónico y las integraciones de terceros, incluidos Google Calendar y Outlook Calendar.
En 2022, Slack sufrió interrupciones ampliamente reportadas el 22 de febrero, el 9 de marzo, el 26 de julio.
El 31 de diciembre de 2022, Slack anunció que sus repositorios privados de GitHub se habían visto comprometidos durante las semanas anteriores, utilizando tokens de seguridad robados.

## Características
Slack ofrece muchas funciones de estilo IRC, incluidas salas de chat persistentes (canales) organizadas por tema, grupos privados y mensajería directa. El contenido, incluidos los archivos, las conversaciones y las personas, se puede buscar en Slack. Los usuarios pueden agregar botones emoji a sus mensajes, en los que otros usuarios pueden hacer clic para expresar sus reacciones a los mensajes. El plan gratuito de Slack limita a los usuarios a ver y buscar solo los 10 000 mensajes más recientes. En marzo de 2020, Slack rediseñó su plataforma en un intento de simplificar aún más la experiencia del usuario.

### Teams
Slack teams permiten que las comunidades, los grupos o los equipos se unan a un "espacio de trabajo" a través de una URL específica o una invitación enviada por un administrador o propietario del equipo. Aunque Slack se desarrolló para las comunicaciones profesionales y organizacionales, se ha adoptado como una plataforma de la comunidad social.

### Mensajería
Los canales públicos permiten que los miembros del equipo se comuniquen sin el uso de correo electrónico o SMS grupales (mensajes de texto). Los canales públicos son visibles para todos en el espacio de trabajo. Los canales públicos se pueden convertir en canales privados.
Los canales privados permiten conversaciones privadas entre subgrupos más pequeños. Estos canales privados se pueden utilizar para organizar grandes equipos. Los canales privados no se pueden convertir en canales públicos.
Los mensajes directos permiten a los usuarios enviar mensajes privados a usuarios específicos en lugar de a un grupo de personas. Los mensajes directos pueden incluir hasta nueve personas. Una vez creado, un DM grupal se puede convertir en un canal privado.

### Huddles
En marzo de 2022, Slack anunció Huddles, "una forma liviana de audio primero para iniciar conversaciones en vivo", que TNW describió como "efectivamente un clon de Clubhouse" después de su lanzamiento por primera vez en 2021. Los huddles están limitados a solo dos participantes en niveles gratuitos o 50 en planes pagos. Una vez en un huddle, los usuarios pueden activar o desactivar el silencio, compartir sus pantallas, dibujar en una pantalla compartida e invitar a otros al huddle. Si un usuario está solo en una reunión, la aplicación reproducirá automáticamente varios jazz suaves para alertar al usuario de que permanece en la reunión.

### Integraciones
Slack se integra con muchos servicios de terceros y admite integraciones creadas por la comunidad, incluidos Google Drive, Trello, Dropbox, Box, Heroku, IBM Bluemix, Crashlytics, GitHub, Runscope, Zendesk, y Zapier. En julio de 2015, Slack lanzó una integración con Google Calendar. En diciembre de ese año, Slack lanzó su directorio de aplicaciones de software ("app"), que consta de más de 150 integraciones que los usuarios pueden instalar.
En marzo de 2018, Slack anunció una asociación con Workday, una empresa de gestión financiera y de capital humano. Esta integración permite a los clientes de Workday acceder a las funciones de Workday directamente desde la interfaz de Slack.

### API
Slack proporciona una interfaz de programación de aplicaciones (API) para que los usuarios creen aplicaciones y automaticen procesos, como el envío de notificaciones automáticas basadas en la entrada humana, el envío de alertas sobre condiciones específicas y la creación automática de tickets de soporte internos. La API de Slack es compatible con muchos tipos de aplicaciones, marcos y servicios.

### Slackbot
Slack permite a los usuarios agregar y personalizar chatbots, que pueden enviar notificaciones o recordatorios, brindar respuestas personalizadas a frases específicas, etc.

## Plataformas
Slack ofrece aplicaciones móviles para iOS y Android, además de su cliente de navegador web y clientes de escritorio para MacOS, Windows y Linux. Slack también está disponible para el Apple Watch, lo que permite a los usuarios enviar mensajes directos, ver menciones y realizar respuestas sencillas. Slack se ha diseñado para ejecutarse en un sistema de entretenimiento Super Nintendo a través de Satellaview.

## Modelo de negocio
Slack es un producto freemium cuyas principales características pagas son la capacidad de buscar más de 10.000 mensajes archivados y agregar aplicaciones e integraciones ilimitadas. También reclaman soporte para un número ilimitado de usuarios. Sin embargo, cuando FreeCodeCamp intentó cambiar su comunidad de más de 8000 usuarios a Slack en 2015, experimentaron muchos problemas técnicos y el soporte de Slack les aconsejó que limitaran sus canales a "no más de 1000 usuarios (idealmente más de 500)". Ese límite específico dejó de aplicarse en enero de 2017.

## Crecimiento
En agosto de 2013, 8000 clientes se suscribieron al servicio dentro de las 24 horas posteriores a su lanzamiento. En febrero de 2015, la empresa informó que aproximadamente 10 000 nuevos usuarios activos diarios se habían registrado cada semana y tenía más de 135 000 clientes de pago repartidos en 60 000 equipos. Para abril de 2015, esas cifras habían aumentado a 200 000 suscriptores pagos y un total de 750 000 usuarios activos diarios. A finales de 2015, Slack superó el millón de usuarios activos diarios. A partir de mayo de 2018, Slack tenía más de 8 millones de usuarios diarios, 3 millones de los cuales tenían cuentas pagas. En el momento de su presentación S-1 para la oferta pública inicial, con fecha del 26 de abril de 2019, Slack reportó más de 10 millones de usuarios activos diarios de más de 600 000 organizaciones, ubicadas en más de 150 países.
En 2019, se estimó que los empleados de las grandes empresas enviaban un promedio de más de 200 mensajes de Slack por semana. De 2013 a 2019, la cantidad de tiempo dedicado al correo electrónico del trabajo disminuyó, lo que se atribuyó a la proliferación de Slack y sus competidores Workplace (lanzado por Facebook en 2016), Microsoft Teams (lanzado en 2017) y Google Hangouts Chat and Meet (lanzado en 2018).

## Recepción
En marzo de 2015, el Financial Times escribió que Slack fue la primera tecnología comercial que pasó del uso comercial al personal desde Microsoft Office y BlackBerry. En 2017, la revista New York criticó la plataforma por ser "otra utilidad en la que confiamos y nos molesta".
En 2017, Slack fue reconocida como la mejor startup del año en los Premios Crunchies, organizados por TechCrunch.
El grupo de derechos digitales Electronic Frontier Foundation (EFF) ha advertido que "Slack almacena y puede leer todas sus comunicaciones, así como identificar información para todos en su espacio de trabajo". Si bien elogia a la empresa por "seguir varias mejores prácticas para defender a los usuarios" en relación con las solicitudes de datos del gobierno, como exigir una orden judicial para el contenido almacenado en su servidor y otorgarle cuatro de cinco estrellas en su informe "Quién te cubre las espaldas" de 2017, EFF también criticó a Slack por "un amplio conjunto de excepciones" a su promesa de notificar a los usuarios sobre tales solicitudes y por otras deficiencias de privacidad.
Slack ha sido criticado por los usuarios por almacenar datos de usuario exclusivamente en servidores en la nube bajo el control de Slack. Se encontró que esto es un problema particular para los usuarios con equipos grandes, que experimentaron problemas con la conectividad dentro de la aplicación, el acceso a los mensajes archivados y la cantidad de usuarios para un "área de trabajo" determinada.
Slack también ha sido criticado por un cambio retroactivo de 2018 en su política de privacidad, que permite el acceso a todos los mensajes de chat públicos y privados por parte de los administradores del espacio de trabajo, sin necesidad de consentimiento de ninguna de las partes que usan la aplicación. De acuerdo con la nueva política, los miembros del espacio de trabajo de Slack ya no reciben notificaciones cuando se descargan datos de su espacio de trabajo.
Slack también ha sido criticado cuando se usa en proyectos gratuitos y de código abierto por la incapacidad de buscar mensajes y discusiones. Con una lista de correo tradicional, uno puede usar cualquier motor de búsqueda para encontrar discusiones sobre problemas y cuestiones. Sin embargo, los motores de búsqueda no indexan los canales de Slack, por lo que no se pueden buscar con las herramientas tradicionales.